# Mikolin
Mikolin (niem. Nikoline) – wieś w Polsce, położona w województwie opolskim, w powiecie brzeskim, w gminie Lewin Brzeski.
Od roku 1975 miejscowość położona w województwie opolskim, w gminie Lewin Brzeski. Usytuowana w malowniczych widłach rzek: ujścia Nysy Kłodzkiej do Odry (samo ujście Nysy Kłodzkiej oddalone o 4 km od centrum wsi).
Obecnie atrakcją wsi jest nowo wybudowana elektrownia wodna przy progu śluzy Zawada, położonej tuż za pomnikiem poległych żołnierzy radzieckich.

## Nazwa
W księdze łacińskiej Liber fundationis episcopatus Vratislaviensis (pol. Księga uposażeń biskupstwa wrocławskiego) spisanej za czasów biskupa Henryka z Wierzbna w latach 1295–1305 miejscowość wymieniona jest w zlatynizowanej formie Niclino we fragmencie Niclino decima more polonico. Miejscowość zanotowano w części księgi zwanej Rejestr Ujazdu (łac. Registrum Wyasdense). W 1532 roku miejscowość wzmiankowana jest jako Nicklyn.
W języku niemieckim do 1936 roku wieś nazywała się Nikoline, a w latach 1936–1945 Niklasfähre.

## Integralne części wsi
| SIMC    | Nazwa  | Rodzaj     |
| ------- | ------ | ---------- |
| 0498201 | Piaski | przysiółek |

## Historia
Od 1786 r. wieś posiadała własną pieczęć gminną, na które wizerunku przedstawiono leżącego osła zwróconego w prawą stronę.
Według danych z 1783 roku, właścicielem wsi nazywanej wtedy Nikoline był pan Sauerma. We wsi znajdował się już wtedy wybudowany w 1742 roku dwór oraz folwark, była też szkoła ewangelicka. W miejscowości było wtedy 13 gospodarstw chłopskich oraz 22 zagrodniczych. W tym czasie wieś wraz z należącym do niej przysiółkiem Piaski (niem. Sowade, inne nazwy: Dzieżbin, Sandvorwerk), zamieszkiwało 280 osób.
W 1873 roku Mikolin wraz z Piaskami był własnością bankiera Pringsheima i obejmował obszar 2195 mórg, z których 1271 stanowiła ziemia orna, 157 łąki, 621 lasy a 146 wody; we wsi była również gorzelnia i browar.
W 1933 roku miejscowość liczyła 337 mieszkańców, a w 1939 roku 342. W wiosce było wtedy 70 domów mieszkalnych, burmistrzem był Ernst Geppert. W wiosce znajdowały się dwie gospody: Röslera – prowadząca także handel towarami kolonialnymi, oraz „Przy Odrze (Zur Oder)” prowadzona przez Emila Backera; swoje warsztaty miało tu również dwóch kowali (Karsubke i Sachs), szewc i kołodziej.
Z dniem 28 lipca 1936 roku zmieniono nazwę miejscowości na Niklasfähre. W okresie międzywojennym Mikolin należał do dóbr pańskich Skorogoszcz (niem. Herrschaft Schurgast), należących do hrabiów Kerssenbrock.
W 1934 roku, w pobliżu istniejącej we wsi od wieków przeprawy promowej wybudowano liczący 325 m długości i 10 szerokości, most drogowy na Odrze. Wtedy również wybudowano nową drogę do Skorogoszczy. W trakcie prac przy budowie drogi archeolodzy natrafili na cmentarzysko z urnami, pochodzące sprzed około tysiąca lat. Świadczy to o tym, że osadnictwo w tym miejscu ma znacznie wcześniejszą historię niż ta poświadczona w źródłach pisanych.
20 stycznia 1945 roku, z uwagi na nadciągający front, wieś została ewakuowana, a 22 stycznia wycofujące się wojska niemieckie wysadziły most na Odrze. Rosjanie z oddziałów 5. Gwardyjskiej Armii, z 1 Frontu Ukraińskiego, po sforsowaniu Odry, zajęli wioskę 27 stycznia.
Powracający po wojnie do domów mieszkańcy zostali w większości wysiedleni 22 czerwca 1946.

## Zabytki
Do wojewódzkiego rejestru zabytków wpisane są:
- kaplica grobowa Jana von Sauer na cmentarzu, z 1779 r.
- zespół dworski, z drugiej poł. XVIII w., XIX/XX w.:
  - dwór, wypis z księgi rejestru
  - kaplica, wypis z księgi rejestru
  - oficyna, wypis z księgi rejestru
  - park
  - budynek gospodarczy